# 沃茲沃思·多尼索普

沃茲沃思·多尼索普于1890年拍攝的倫敦特拉法加廣場，這是幸存下来的連續的十幀

沃茲沃思·多尼索普（英語：Wordsworth Donisthorpe，1847年4月24日—1914年1月30日），出生於英國里茲，逝世於黑斯爾米爾，是一位英國個人無政府主義者、發明家、電影藝術先驅以及國際象棋愛好者。他的父親喬治·E·多尼索普（George E. Donisthorpe）也是一位發明家，他的兄弟賀拉斯·多尼索普是一位蟻學家。

1885年，沃茲沃思·多尼索普成為不列顛象棋協會和不列顛象棋俱樂部聯合發起人之一。1876年，他為自己發明的電影攝影機註冊了專利，并把它叫做“kinesigraph”。這項發明的目的是： 
|  | 使得相同時間間隔內的攝影圖片能更好地連續起來，以便記錄正在發生的改變或者物體被拍下的瞬間，同時也依靠連續的圖片使得移動的物體確實就像被拍攝下來時那樣連續移動著。 |

儘管開始並不成功，但是在1890年，他還是和其表兄W.C.克羅夫茨一起拍攝了一部名叫《伦敦特拉法加广场》的電影并在1889年為拍摄这部电影的攝影機及其必不可少的放映设备註冊了專利。